# Alix Westerkamp
Alix Westerkamp (* 14. Juli 1876 in Marburg; † 1. März 1944 in Ulm) war eine deutsche Juristin und die erste Juristin, die in Deutschland promoviert wurde.

## Leben
Alix Westerkamp wurde als Tochter des Juristen Justus Bernhard Westerkamp am 14. Juli 1876 in Marburg geboren und besuchte ab April 1882 die dortige Elisabethschule. 1899 legte sie ihr Abitur als Externe an einem Gymnasium in Hersfeld ab.
Ab 1900 studierte Westerkamp an der Universität Marburg als Gasthörerin. Gasthörerinnen waren an preußischen Universitäten seit 1894 gestattet, jedoch bedurften sie für die Teilnahme an Kursen und Prüfung jeweils die Erlaubnis der Dozenten. Zuvor bat sie in einen Brief an das preußische Ministerium der geistlichen, Unterrichts- und Medicinal-Angelegenheiten um die offizielle Zulassung zum Studium der Rechtswissenschaft. Trotz Zustimmung der Fakultät und des Senats wurde dieser Antrag abgelehnt.
Nach drei Jahren Studium gewann sie den Marburger Rechtsphilosoph Friedrich Wilhelm Ludwig Traeger als Doktorvater. Das Thema von Westerkamps Promotion lautete: „Muss sich der zur strafrechtlichen Verschuldung erforderliche Bewusstseinsinhalt auf die rechtliche oder sittliche Wertung der Handlung erstrecken? Dogmengeschichtliches und Dogmatisches.“ Ihre Dissertation verteidigte sie im November 1903, jedoch entschied sie sich, wegen einer besseren Note die Dissertation zu überarbeiten. Schließlich reichte sie die überarbeitete Dissertation am 3. September 1907 ein. Damit wurden sie als erste Juristin an einer deutschen Universität, sowie als zweite Frau überhaupt an der Universität Marburg zum Doktor promoviert.
Westerkamp arbeitete anschließend als Leiterin der Rechtsschutzstelle für Frauen in Frankfurt a. M. sowie als Vorsitzende des von ihr 1906 gegründeten Vereins „Frauenbildung-Frauenstudium“. Von 1911 bis 1913 war sie die Geschäftsführerin der Deutschen Zentrale für Jugendfürsorge. Danach war sie ein Jahr lang Dozentin an der Sozialen Frauenschule Berlin-Schöneberg. Von 1917 bis 1924 war Westerkamp Mitherausgeberin der Akademisch-Sozialen Monatsschrift.
1919 gründete sie mit weiteren Frauen die Jugendpflegeschule in Berlin.
Bis 1932 war sie Dozentin für Rechtskunde an der Sozialen Frauenschule. Während des Nationalsozialismus versuchte Westerkamp, jüdischen und politisch verfolgten Menschen zu helfen. Sie wurde krank und verstarb am 1. März 1944 in Ulm.

## Wirken
Alix Westerkamp war nicht nur eine bedeutende deutsche Juristin, sondern prägte auch die Soziale Arbeit in Deutschland mit ihrem lebenslangen Engagement. Heute ist Westerkamp Namensgeberin des Mentoring-Programms der Universität Marburg.

## Schriften (Auswahl)
- Westerkamp, Alix, Muss sich der zur strafrechtlichen Verschuldung erforderliche Bewusstseinsinhalt auf die rechtliche oder sittliche Wertung der Handlung erstrecken? Dogmengeschichtliches und Dogmatisches, Buchdruckerei H. Bauer, 1907.
- Baum, Marie/Westerkamp, Alix, Rhythmus des Familienlebens. Das von einer Familie täglich zu leistende Arbeitspensum, Herbig, 1931.